# Église Sainte-Catherine de Loix
Pour les articles homonymes, voir église Sainte-Catherine.
L’église Sainte-Catherine de Loix est une église paroissiale située dans la commune française de Loix, dans le département de la Charente-Maritime, la région Nouvelle-Aquitaine et le diocèse de La Rochelle et Saintes.

## Historique

### Une église paroissiale à partir duXIVesièclepuis souvent transformée
La date de construction de l'église n'est pas connue. La première mention faite de l'église Sainte-Catherine de Loix apparaît dès 1379, après avoir été érigée en paroisse par Bernard II du Sault, évêque de Saintes, le 7 juillet de cette année. La toiture de l'église est rénovée en 1627. Entre 1636 et 1642, de nouveaux fonts baptismaux sont installés et une sacristie est ajoutée entre 1636 et 1653. À plusieurs reprises durant le XVIIe siècle elle est agrandie et embellie.

### Les suites de la Révolution française auXVIIIesiècle
À la suite de la Révolution, en 1793, une partie des objets de culte sont remis à la Monnaie de La Rochelle pour être fondus. Oreillan, le curé de Loix de l'époque, en voyant les pillages commis par les républicains, dérobe avec Aunis, un complice d'Ars, des vases sacrés dans le but de les protéger. Le détournement est découvert et ils sont tous deux traduits devant le tribunal révolutionnaire, puis décapités. L'année suivante le mobilier est vendu aux enchères. L'édifice devient pendant cette période un temple de la Raison.

### Édifice reconstruit, transformé, béni, restauré auxXIXesiècle
En 1827, une partie de la charpente de la nef s'écroule. De plus, le clocher n'est plus d'aplomb. Antoine Brossard, architecte du département de la Charente-Inférieure et architecte diocésain, entreprend donc en 1830 la reconstruction ainsi que l’agrandissement de l'église, qui sera réalisée par Jean-Baptiste Malardier, entrepreneur de maçonnerie.
Le 30 janvier 1831, l'église est bénie. L'année suivante, la tour de l'église est réparée par le charpentier Félix Bonnaudet. En 1843, la cloche est restaurée par le fondeur Pierre Huard et les allées sont pavées par le maçon Eloi Texier. La tribune est construite en 1862 par Amédée Guillet et différents travaux de rénovation sont exécutés entre 1832 et 1896. En 1873, une nouvelle chapelle est construite pour les fonts baptismaux. En 1877 ont lieu des travaux réalisé par Fournier, au clocher et sur les vitraux. Le maçon Prosper Banier, d'Ars, restaure la toiture en 1896.

### Édifice appartient à la commune à partir duXXesiècle
À la suite de la loi concernant la séparation des Églises et de l'État en 1905, la devise  républicaine « Liberté, Égalité, Fraternité » est gravée sur le fronton de l'église Sainte-Catherine, et est toujours visible aujourd'hui. De plus, l'église devient la propriété de la commune.
Lors des années 1980 et 1984, le bâtiment et rénové et de nouveaux vitraux créés par Aramis Pentecôte, maître verrier, sont installés. Des travaux importants de restauration en partenariat avec la Fondation du Patrimoine ont eu lieu en 2008,.
En 1983, Jean-Jacques Goldman tourne le clip de sa chanson Comme toi devant l'église.

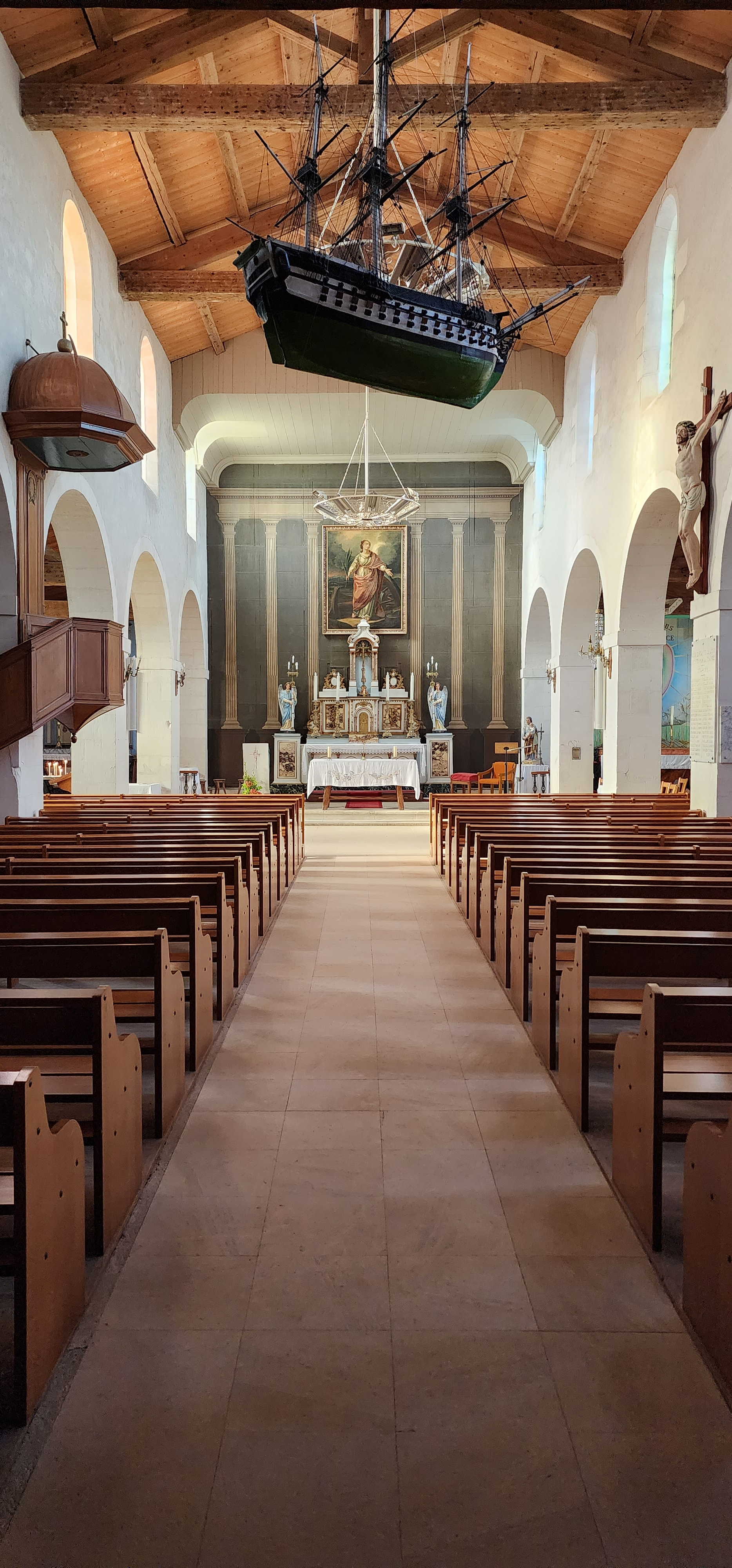
Intérieur de l'église de Loix

## Ex-voto
Sainte-Catherine contient deux ex-voto marins. 
Le premier est une maquette de frégate suspendu à la voûte de la nef datant de la fin du XVIIIe ou début du XIXe siècle. Gréée en trois-mâts carré, elle est armée de 44 canons répartis sur deux ponts. Sa proue est dotée d'un personnage aux couleurs républicaines et sa coque réalisée sur lattes. Elle est en bois polychromie.
Le second ex-voto est une maquette du Tikocco, cotre de course, qui fut réalisée après le drame de la Fastnet en 1979. Cette course célèbre qui tourna très rapidement au drame en août 1979, causa 15 victimes. Le skipper du bateau, Claude Caillere, offre la maquette du Tikocco par reconnaissance d’avoir survécu, lui et son équipage, à la terrible tempête .